# つっころばし
つっころばしは、歌舞伎の役種の一。上方和事の、柔弱でやや滑稽味を帯びた立役をこう呼ぶ。具体的な役としては『夏祭浪花鑑』の玉島磯之丞、『双蝶々曲輪日記』の与五郎、『河庄』の紙屋治兵衛、『廓文章』など。
その語源が「肩をついただけで転びそうな」というところから来ていることからもわかるように、本来は優柔不断な若衆役であり、たいていは商家の若旦那や若様といった甲斐性なし、根性なしで、さらに劇中で恋に狂い、いっそう益体のないどうしようもなさを露呈することにある。そのさまは、特に紙治や伊左衛門に特徴的だが、あわれであると同時に、それを通りこして滑稽でさえあり、でれでれとした叙情的な演技が一面から見れば喜劇味をも含むという不思議な味いがある。
江戸和事の二枚目や、上方和事のつっころばし以外の二枚目との決定的な違いは、まさしくこの滑稽味、喜劇味の有無にあり、さらにいえばその原因となる性格造形の違いにあるといえるだろう。つっころばしは気が弱く、女に優しく、そのくせいいところの御曹司であるがために甲斐性や根性には欠け、なんとなくたよりない。これに対して江戸の二枚目は、表面上はつっころばしに似つつも、その芯の部分にはげしい気性や使命を帯びているために、どこかきりっとした部分が残るのである（それゆえに恋に狂っても喜劇的にはならない）。
つっころばしは上方独特の役種で、演技の巧拙以上に役者の持味、舞台の雰囲気に左右されることが多い。しばしば上方歌舞伎は型よりも持味、心情、雰囲気を重視するといわれるが、なかでもつっころばしはその典型的な例であるといえる。